# Tangqi (köpinghuvudort i Kina, Zhejiang Sheng, lat 30,48, long 120,18)
Tangqi är en köpinghuvudort i Kina. Den ligger i provinsen Zhejiang, i den östra delen av landet, omkring 25 kilometer norr om provinshuvudstaden Hangzhou. Antalet invånare är 79 990. Befolkningen består av 39 672 kvinnor och 40 318 män. Barn under 15 år utgör 11,0 %, vuxna 15-64 år 76 %, och äldre över 65 år 11,0 %.
Runt Tangqi är det tätbefolkat, med 570 invånare per kvadratkilometer. Närmaste större samhälle är Liangzhu, 16,9 km sydväst om Tangqi. Trakten runt Tangqi består till största delen av jordbruksmark.
Genomsnittlig årsnederbörd är 1 869 millimeter. Den regnigaste månaden är juni, med i genomsnitt 328 mm nederbörd, och den torraste är november, med 74 mm nederbörd.